# Rossana Di Lorenzo
Rossana Di Lorenzo, née le 4 mars 1938 à Rome (Italie) et morte le 13 août 2022 dans la même ville, est une actrice italienne.

## Biographie
Rossana Di Lorenzo est la sœur de l'acteur Maurizio Arena et la tante du comique Pino Insegno.
Actrice habituée aux seconds rôles, elle a joué dans de nombreuses comédies du début des années 1970 au milieu des années 1990. Parmi ces rôles célèbres, elle joue par deux fois le rôle de la femme d'Alberto Sordi, d'abord en 1970 dans le segment Camera de la comédie Drôles de couples (Le coppie) de Mario Monicelli, Alberto Sordi et Vittorio De Sica puis dans le film humoristique Le Sens commun de la pudeur (Il comune senso del pudore) dont il est également le réalisateur.
Elle joue aussi le rôle de la mère de plusieurs acteurs dans différents films, comme celle de Paolo Villaggio dans la comédie Sans famille, sans le sou, en quête d'affection (Senza famiglia, nullatenenti cercano affetto) de Vittorio Gassman, celle de Claudio Amendola dans la comédie sentimentale Amarsi un po' de Carlo Vanzina ou celle de Carlo Verdone dans la comédie Cuori nella tormenta d'Enrico Oldoini.
Pour Ettore Scola, elle est une dame pipi dans le film musical Le Bal (Ballando, ballando) en 1984 et obtient pour ce rôle une nomination au David di Donatello de la meilleure actrice dans un second rôle.

## Filmographie

### Au cinéma
- 1970 : Drôles de couples (Le coppie) de Mario Monicelli, Alberto Sordi et Vittorio De Sica
- 1970 : Il presidente del Borgorosso Football Club de Luigi Filippo D'Amico
- 1972 : Sans famille, sans le sou, en quête d'affection (Senza famiglia, nullatenenti cercano affetto) de Vittorio Gassman
- 1973 : Buona parte di Paolina de Nello Rossati
- 1974 : Permettete signora che ami vostra figlia? de Gian Luigi Polidoro
- 1974 : Pour aimer Ophélie (Per amare Ofelia) de Flavio Mogherini
- 1975 : Flic Story de Jacques Deray
- 1975 : Per le antiche scale de Mauro Bolognini
- 1976 : L'Héritage (L'eredità Ferramonti) de Mauro Bolognini
- 1976 : Pudeurs à l'italienne (Il comune senso del pudore) d'Alberto Sordi
- 1976 : Africa Express de Michele Lupo
- 1977 : Taxi Girl de Michele Massimo Tarantini
- 1979 : Les Monstresses (Letti selvaggi) de Luigi Zampa
- 1983 : Vacanze di Natale de Carlo Vanzina
- 1983 : Le Bal (Ballando, ballando) d'Ettore Scola
- 1984 : Amarsi un po' de Carlo Vanzina
- 1984 : Cuori nella tormenta d'Enrico Oldoini
- 1987 : Montecarlo Gran Casinò de Carlo Vanzina
- 1987 : Quelli del casco de Luciano Salce
- 1995 : S.P.Q.R. 2000 e 1/2 anni fa de Carlo Vanzina
- 1995 : L'assassino è quello con le scarpe gialle de Filippo Ottoni

## Prix et distinctions
- Nomination au David di Donatello de la meilleure actrice dans un second rôle pour Le Bal (Ballando, ballando) en 1984.

### Sources
- (it) Roberto Poppi et Enrico Lancia, Le attrici, Rome, Gremesse, 2003 (ISBN 88-8440-214-X).
- (it) Massimo Giraldi, Enrico Lancia et Fabio Melelli, Cento caratteristi del cinema italiano. Gli interpreti minori che hanno fatto grande il nostro cinema, Rome, Gremesse, coll. « Gli album », 2006, 223 p. (ISBN 978-88-8440-383-4, lire en ligne).